# Saltinho (Guinea-Bissau)
Saltinho (port. für „kleiner Sprung“) ist eine kleine Ortschaft im Süden Guinea-Bissaus mit 78 Einwohnern (Stand 2009). Sein Name leitet sich von den Stromschnellen ab, mit denen der Rio Corubal hier über Felsformationen springt.
Der Ort liegt 175 Straßenkilometer südöstlich der Hauptstadt Bissau und gehört zum Verwaltungssektor von Xitole im Süden der Region Bafatá.
Der Ortsname Saltinho wird im langsam entstehenden Fremdenverkehr des Landes häufig als Synonym für die Sehenswürdigkeit der hiesigen Stromschnellen und Brücke verwandt.

## Geschichte
Saltinho entstand Mitte der 1960er Jahre als Militärlager der Portugiesischen Streitkräfte während des Kolonialkriegs in Portugiesisch-Guinea (1963–1974). Hier waren verschiedene Kompanien stationiert, u. a. die CCAÇ 3490 des Jäger-Bataillons 3872 in Galomaro, die CCAÇ 2406 des Jägerbataillons 2852 in Bambadinca, und die ebenfalls zu Bambadinca gehörende CCAÇ 2701.
Das Gebiet war stark umkämpft, da hier Nachschubwege der PAIGC-Unabhängigkeitskämpfer aus dem nahen Guinea-Conakry verliefen und die strategisch wichtige Brücke verteidigt werden musste.

## Sehenswürdigkeiten
Das ehemalige Militärlager von Saltinho ist heute eine Pousada. Die vor allem von portugiesischen Kriegsveteranen und Jagd- und Naturtouristen besuchte, einfache Hotelanlage bietet einen weiten Blick auf die umgebende Landschaft mit den Stromschnellen und kleinen Wasserfällen am Rio Corubal.
Eine portugiesische Brücke mit Betonbögen führt über den Fluss, die 1955 als Ponte General Craveiro Lopes errichtet und am 8. Mai 1955, noch vor Fertigstellung, vom Namensgeber, dem Staatspräsidenten General Francisco Craveiro Lopes besucht wurde. Eine Bronzetafel an der Brücke erinnert an das Datum.
Von der neuen Brücke aus sieht man im Fluss die überfluteten Ruinen einer früheren Steinbrücke der Portugiesen. Frauen der umliegenden Dörfer waschen hier häufig Wäsche, Geschirr und ihre Kinder. Der Ausblick auf die Brücke, auf den über Felsen springenden Fluss und die Waschfrauen sind häufige Fotomotive der Touristen und Fotografen.